# Tunjë
Tunjë là một xã trong quận Gramsh thuộc hạt Elbasan, Albania. Dân số năm 2005 là 2657 người.